# Пилипівка (Харків)
Пилипівка — місцевість міста у південно-західній частині міста Харкова,  розташована  у Новобаварському адміністративному районі. Колишнє село яке у ХХ столітті увійшло у межі міста.
На заході Пилипівка межує з Липовим Гаєм, на півночі з Новоселівкою та Новожаново, на південному сході з Гутами.

## Історія

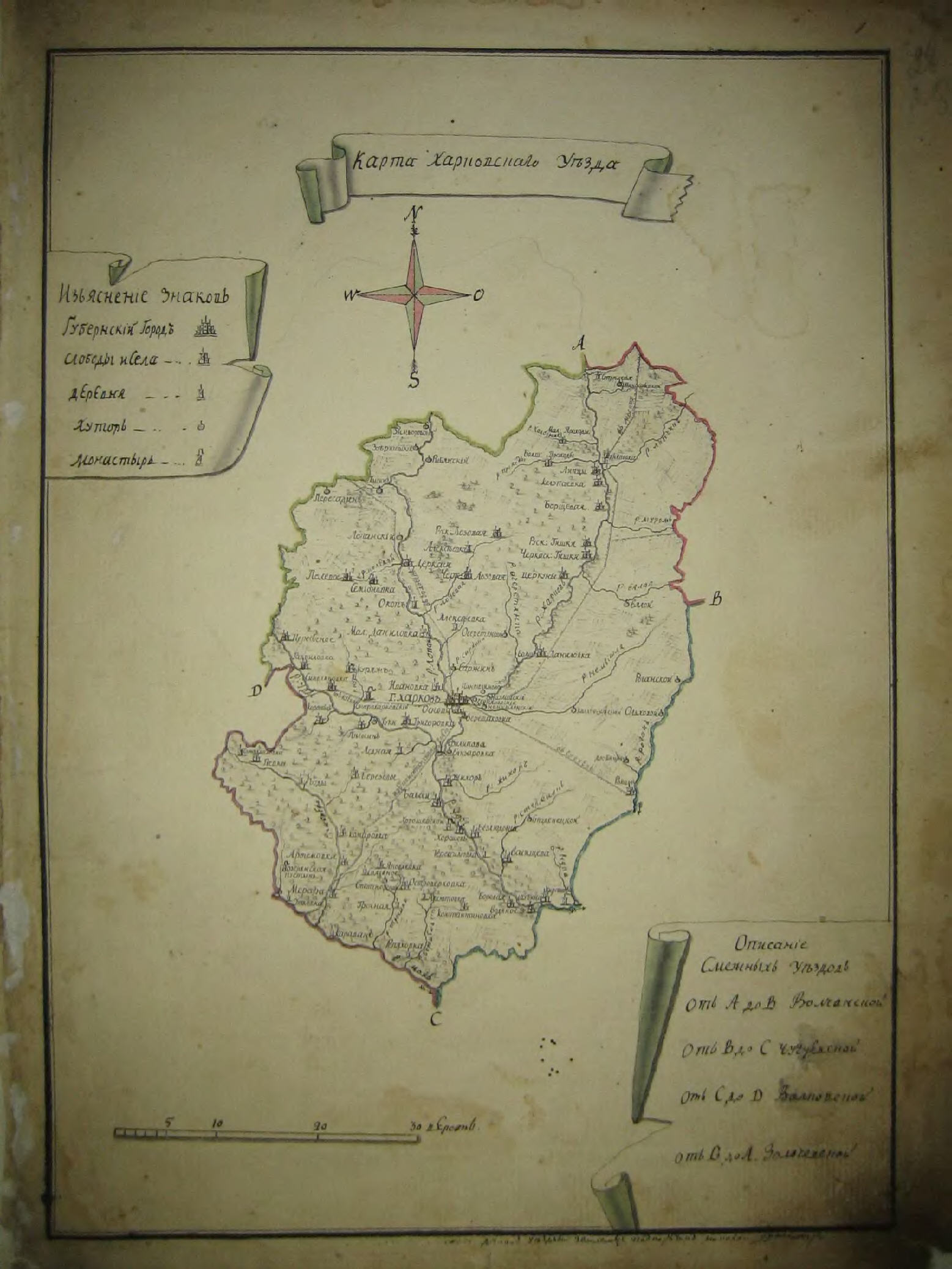
Мапа Харківського повіту, 1787 року. Пилипове село розташоване на південь від міста Харкова.

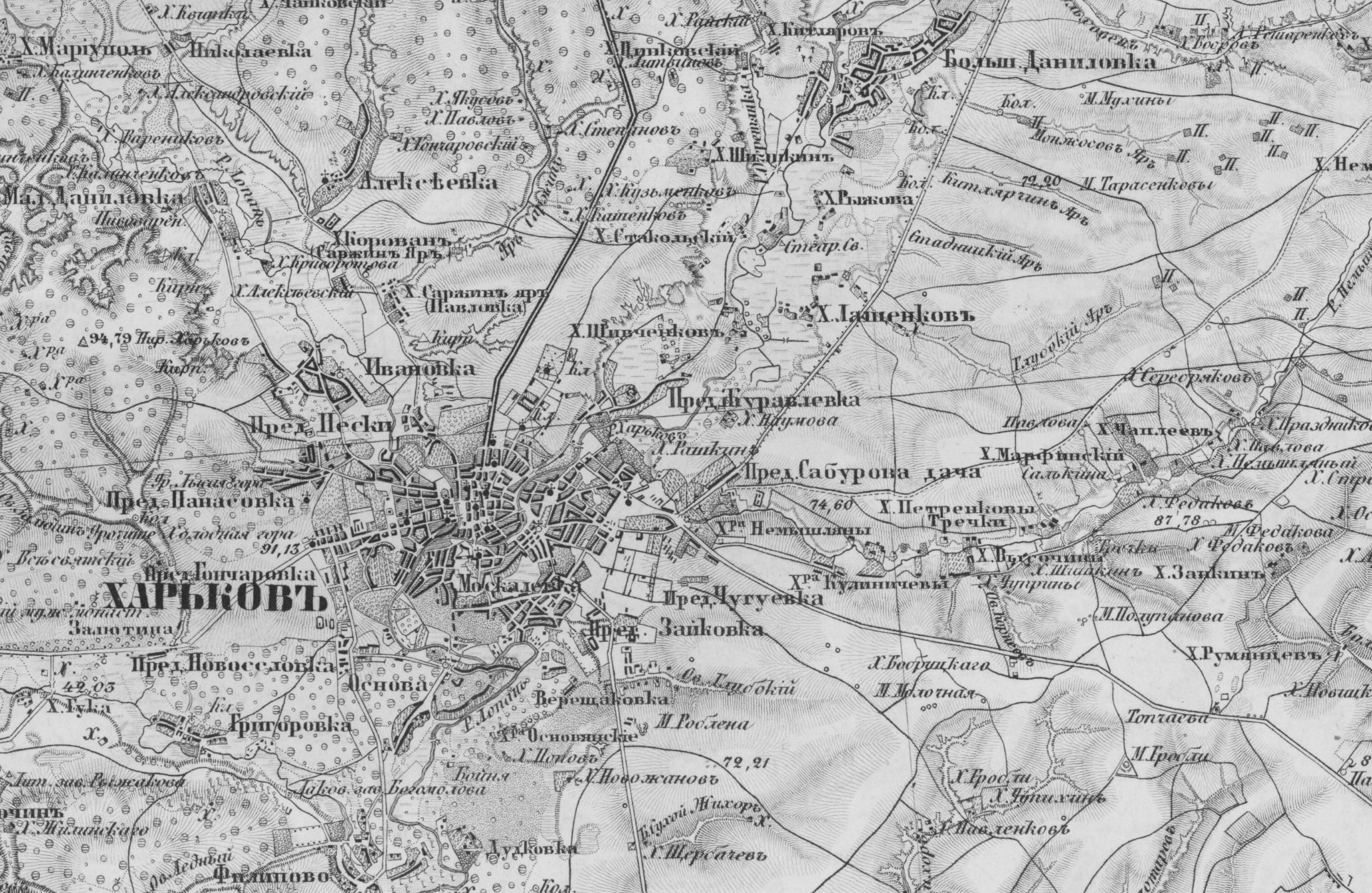
Мапа Харкова та околиць 1863 року. Пилипове село розташоване на південь від міста Харкова.

Колишнє село яке з’явилося у другій половині  XVII століття, у ХХ столітті увійшло до складу Харкова.
Археологічні дослідження знайшли в цих місцинах скіфське городище V-VI століть. Припускається, що у цих місцинах був князь Ігор (ХІІ століття) та Григорій Сковорода, який подорожував з Бабаїв до Харкова.  Неподалік від Пилипівки знаходиться Хорошеве городище . Південна частина місцевості займають залишки Донецького городища .
У книзі «Харків. Енциклопедичний словник» надається історія заснування села Пилипова.  У другій половині XVII століття на цих землях з’являється переселенець з Задніпров’я Степан Пилипов, який отримав дозвіл на будівництво млина на річці Уди.  
Одно з найперших згадувань Пилипівки (Пилипове село) - у 1722 році, у зв’язку з побудовою церкви Петра і Павла.
У 1724 році церква апостолів Петра і Павла села Пилипового згадується серед церков Харківського козацького полку.
У 1730 році згадується Петропавловська церква у селі, після цього згадки про церкву  відсутні. При церкві було 110 прихожан чоловічої статі та 95 жіночої.
У 1785 році за межовою відомістю у селах Бабаях, Жихорі, а також у Лідному та Пилиповому, які належали Петру Андрійовичу Щербиніну, налічувалося 7221 десятин землі, населення - 1053 мешканців чоловічої статі .
На 1857 рік Пилипове село входило до бабаївського приходу. В самому селі та у сільці Ржавець храмів не було. Населення села того часу становило 879 мешканців чоловічої статі та 919 жіночої.
У 1864 році Пилипове село згадується серед населених пунктів Харківського повіту Харківської губернії. Воно розташоване недалеко від Катеринославського поштового шляху біля річки Уди - на відстані 10 верст від Харкова та 18 верст від станового центру. У селі було 87 подвірʼїв , населення становило  673 мешканця (304 чоловічої і 369 жіночої статі). У селі розташовувався цегляний завод. Церква у селі була відсутня.
Зі спогадів М. А. Щербини (1856-1941), який емігрував до Канади: "По батьковій лінії у мене був дуже заможний родич Павло Петрович Щербинін - кузен мого батька. Він помер у віці 60 або більше років приблизно у 1880 р. Ще за його життя дружина його писала моєму батькові, що кузен хотів залишити йому свій маєток Пилипове Село у Харківській губернії. Однак невдовзі після смерті Павла Петровича ставлення його вдови різко змінилося, і величезний спадок дістався Софії Олександрівні Медощокиній. Остання, недовго думаючи, продала його одному багатому купцеві приблизно за 300 000 рублів".
Наприкінці ХІХ століття землями Пилипівки володів полковник у відставці Гладков. Його донька та спадкоємиця програла ці землі у карти та одружилася зі своїм управляючим Филипповим.
Згідно перепису 1897 року в селі Пилиповому Харківського повіту налічувалося 1 284 мешканця (617 чоловічої і 667 жіночої статі) .
У 2004 році біля 10-го кладовища було побудовано каплицю.

## Інфраструктура

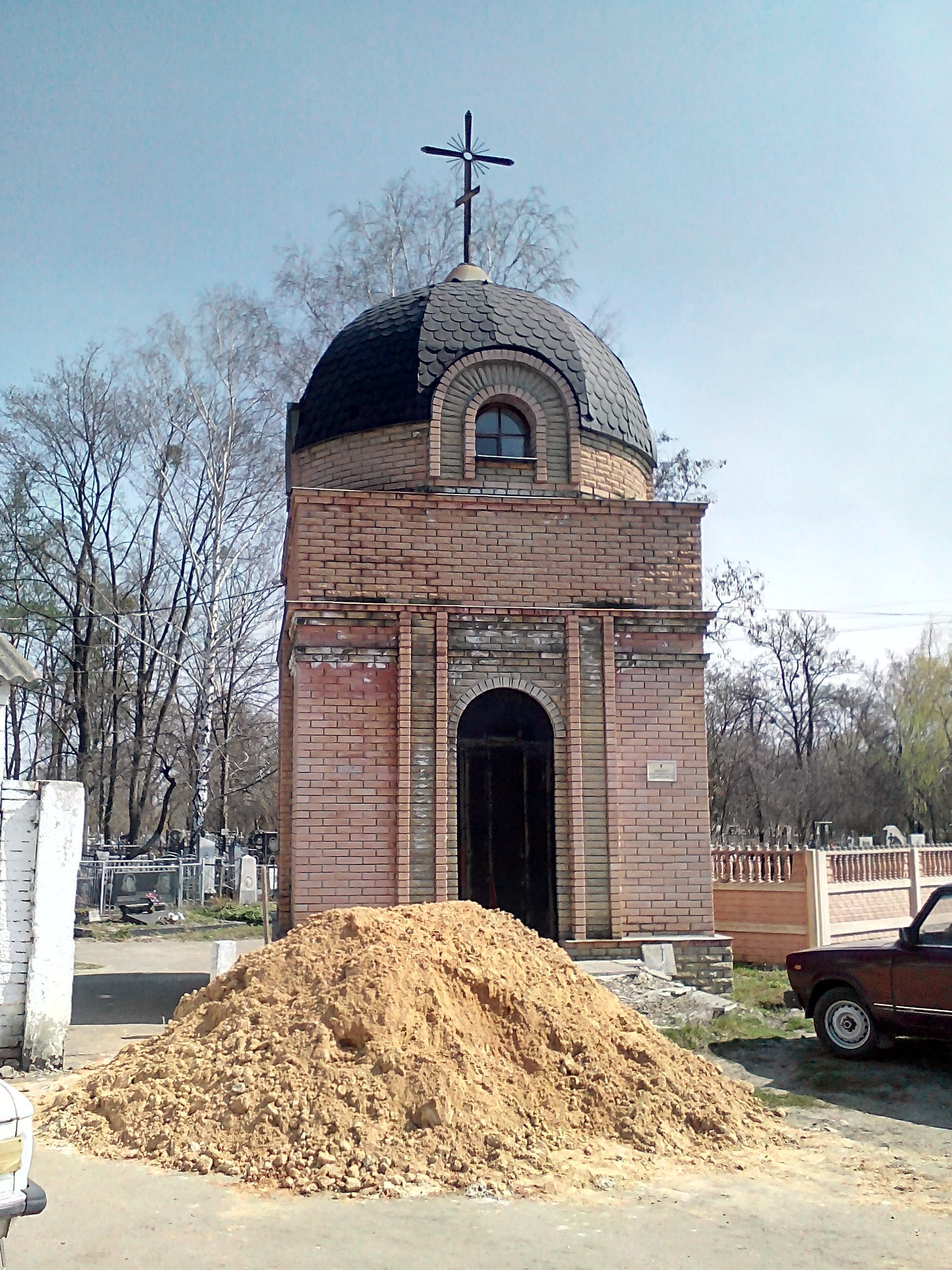
Каплиця на Пилипівці.

### Релігія
- Каплиця біля 10-го цвинтаря

## Транспорт

### Автобуси
- №22 Станція метро "Холодна гора" - Сел.Перемога (Пилипівка)
- №32 Станція метро "Захисників України" - Проспект Дзюби

### Маршрутні таксі
- №220 Станція метро "Холодна гора" - вул.Одеська
- №259 Проспект Дзюби - вул.Дружби Народів (Північна-5)

### Колишні маршрути автобусів
- №110 (до 2022) - пов'язувало вулицю Одеську і селище Перемога (Пилипівка);

- № 134 (1996-2000) - пов'язувало вулицю Одеську і селище Перемога (Пилипівка);
- № 41 (до 1996) - пов'язувало вулицю Одеську і селище Перемога (Пилипівка);
- № 8 (до 1985) - пов'язувало  станцію метро «Холодна Гора» і селище Перемога (Пилипівка).

## Народилися
- Бондаренко Валентин Васильович – радянський космонавт
- Поколодний Василь Дмитрович- старший лейтенант, льотчик. Герой Радянського Союзу.

## Галерея

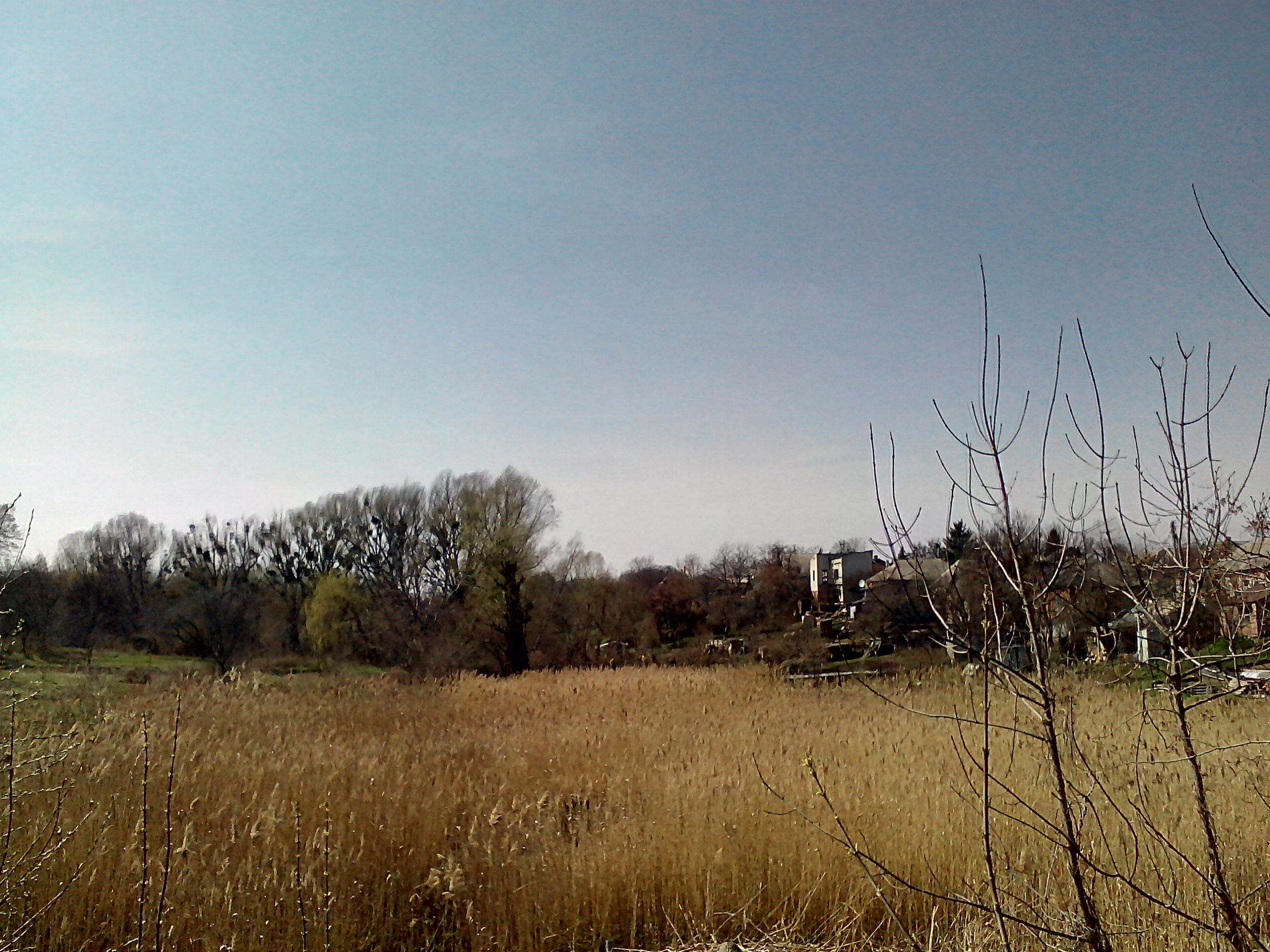
Струмок Лідний
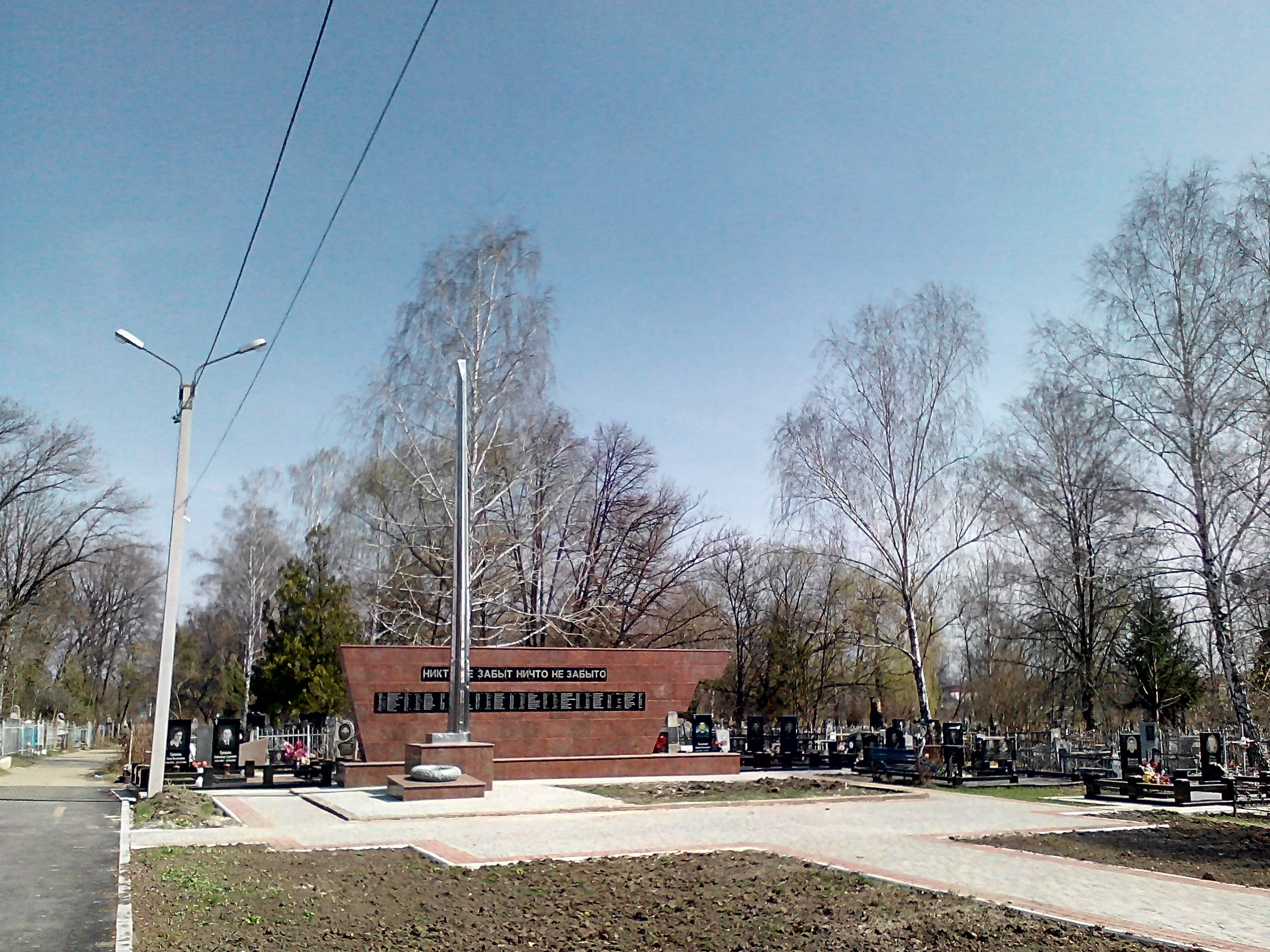
Меморіал присвячений загиблим у Другій Світовій війні радянським воякам
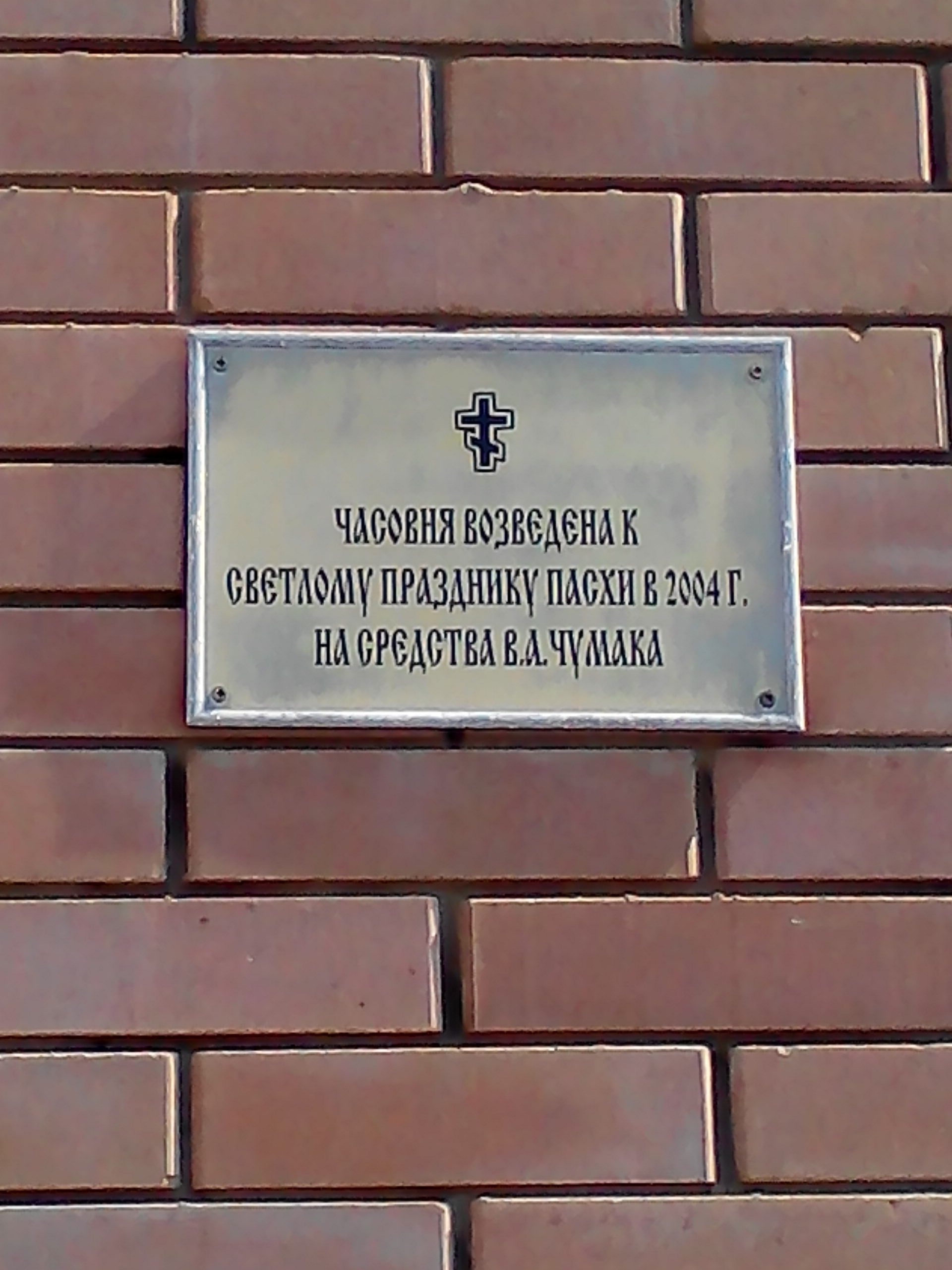
Пам’ятна табличка на каплиці